# عطر أباد (عقدا)
عطر أباد (بالفارسية: عطرآباد) هي قرية تقع في إيران في قسم عقدا الريفي. يقدر عدد سكانها بـ 28 نسمة بحسب إحصاء 2016.